# 穆萨·尼亚卡泰
穆萨·尼亚卡泰（法語：Moussa Niakhaté，1996年3月8日—）是一位法国足球运动员，現效力于法甲俱乐部里昂，于场上司职后卫。

## 球员生涯

### 俱乐部
尼亚卡泰出生于法国北部鲁贝的一个塞内加尔移民家庭。他从8岁起就为当地的各个俱乐部效力，并一直留在该地区直至21岁。2014年10月20日，尼亚卡泰作为瓦朗谢讷的球员在主场以0比3负于第戎的法乙联赛中完成职业生涯首秀。在2017年离队之前，他都在瓦朗谢讷为保级而奋斗，并始终能够实现这一目标。2017-18赛季，尼亚卡特转会至法甲俱乐部梅斯，却在季末跟随这支洛林球队降入法乙。
2018年7月，尼亚卡泰转会至德甲俱乐部美因茨05，并签订了一份为期五年的合同。在美因茨的首秀，即2018年8月18日的德国足协杯第一圈以3比1战胜厄尔士山奥厄的比赛中，他于开场第3分钟便被红牌罚下。在接下来的几年里，尼亚卡泰成长为主力球员及后防领袖——在前三个赛季，他仅缺席了4场德甲比赛，并成为队委会成员。自2021-22赛季起，尼亚卡泰又获主教练任命为队长。

### 国家队
尼亚卡泰曾代表法国U-19青年队出场3次，为U-20青年队出场8次，以及为U-21青年队出场11次。